# Língua rajbanshi
O idioma rajbanshi (राजबंशी ou राजबंसि, transl. rājbanshī e rājbansī, respectivamente), também conhecido como tajpuria, gangai ou rājbanshi, é uma língua bengali–assamesa pertencente ao ramo indo-ariano da família indo-europeia. Com cerca de 155 mil falantes, o idioma rajbanshi é presente no sudeste do Nepal, nos distritos de Jhāpā e Morang, no nordeste da Índia (Bihār, Bengala Ocidental e oeste de Assão) e em certas partes do norte de Bangladesh.
Historicamente, a língua rajbanshi tem sido um componente crucial da identidade cultural e social do povo rajbanshi. No entanto, nas últimas décadas, o idioma rajbanshi enfrenta desafios significativos de desuso, especialmente entre as gerações mais novas. Esse fenômeno se deve a diversos fatores, como a globalização e a predominância de línguas como o bengali e o hindi nos ambientes educacionais.

## Etimologia
O termo rajbanshi, derivado do sânscrito, significa "raça real", sendo raj "rei" e bansh "linhagem". Contudo, o uso desse termo carrega algumas implicações. Primeiramente, ele é centrado em castas e exclui a população muçulmana que, apesar de falar o mesmo dialeto, não se identifica com o termo hindu rajbanshi por conta de tensões religiosas e culturais. Além disso, o nome rajbanshi abrange grupos que não estão necessariamente relacionados entre si. Isso cria confusão sobre a identidade, pois o mesmo termo é usado por comunidades distintas que não compartilham a mesma herança linguística.
Assim, o termo kamtapuri ou kamta, que significa "filho do solo", surgiu como uma alternativa mais preferida por alguns falantes por sua neutralidade em relação a castas, sua inclusividade e sua autonomia política. Essa insatisfação também motivou algumas comunidades, especialmente no Nepal, a adotarem nomes próprios para a língua, como tajpuria e gangai.

## Distribuição
O idioma rajbanshi sofreu influência de outras línguas indo-arianas, principalmente o assamês e o bengali. Assim, alguns pesquisadores o classificam como "dialeto de Bengali" ou "Bengali do norte". A língua rajbanshi, assim como a maioria das outras línguas do norte da Índia, está relacionada com as conversões religiosas para o hinduísmo e islamismo.
Apesar de os muçulmanos de Rangpur e os hindus de Cooch Behar falarem dialetos similares, eles possuem divergências em questão da língua materna. Os muçulmanos de Rangpur se identificam como bengalis e veem a sua língua materna como parte do idioma bengali. Em contrapartida, os hindus de Cooch Behar se identificam como rajbanshis e defendem a sua autonomia linguística. Devido aos diversos grupos dentro do grupo rajbanshi se referirem a sua língua por diferentes nomes e também pela existência de subcastas, é comum que os mesmos dialetos sejam conhecidos por uma variedade de nomes. Alguns desses termos incluem Kamata Bihari, Kamrupa/i, Koch, Rangpuri, Bahe, Surjapuri, Dekhia e Dekhri.
Além disso, a língua rajbanshi se entrelaça com outras línguas adjacentes: ela se mistura com o assamês a leste, com o maithili a oeste e com o bengali ao sul, formando assim um continuum dialetal. Esse fenômeno é interpretado como uma consequência da falta de fronteiras políticas ou geográficas rígidas.
A língua rajbanshi possui inúmeros dialetos a depender da região em que a língua é falada. Alguns dos principais:
- Dialeto na região de Morang
- Dialeto na fronteira oriental de Jhapa
- Dialeto na fronteira de Bengala Ocidental

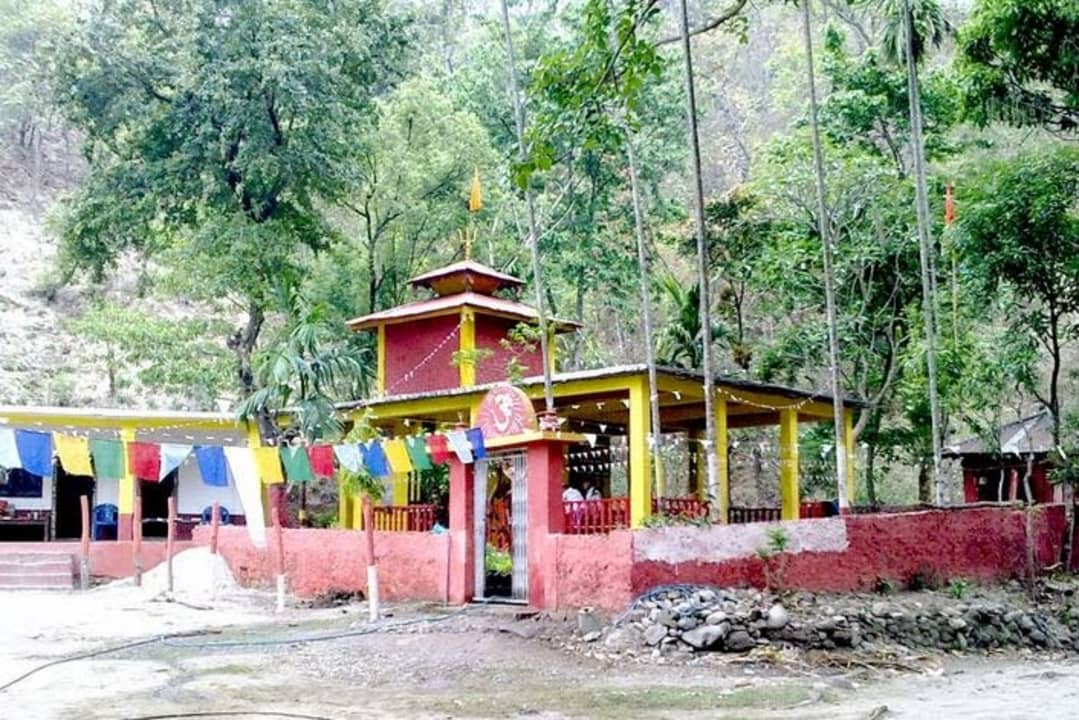
Templo Satakshidham, em Jhapa, Nepal

Por exemplo, a pronúncia do pronome pessoal na 3ª pessoa do singular उहाँ uhã em Morang é [wãe], enquanto em Jhapa é [wahãe].
Conforme descrito, existem diferentes nomes para os dialetos dependendo do contexto sócio-histórico da comunidade:
- Bahe: Principalmente usado em Rangpur e nos distritos próximos. Bahe é derivado de uma palavra local usada em cumprimentos masculinos. Apesar de os bengalis do sul usarem o termo para ridicularizar os habitantes de Rangpur, os rangpuris acolheram o termo bahe com orgulho como um sinal de sua distinção sociolinguística.
- Deshi bhasha: Esse termo é preferido em todas as áreas, principalmente por aqueles que desejam evitar tomar partido em controvérsias políticas. O termo significa "a língua do desh (nação, região, localidade)", indicando sua natureza genérica e sua falta de utilidade para distinguir o rajbanshi de outros dialetos.
- Surjapuri: Principalmente usado no nordeste de Bihar e nas porções adjacentes ao Distrito Dinajpur.
- Tajpuria: Este termo é preferido no sudeste do Nepal entre o povo tajpuria, que rejeita o nome rajbanshi com base no argumento de que se trata de uma designação de casta que não se aplica a eles.

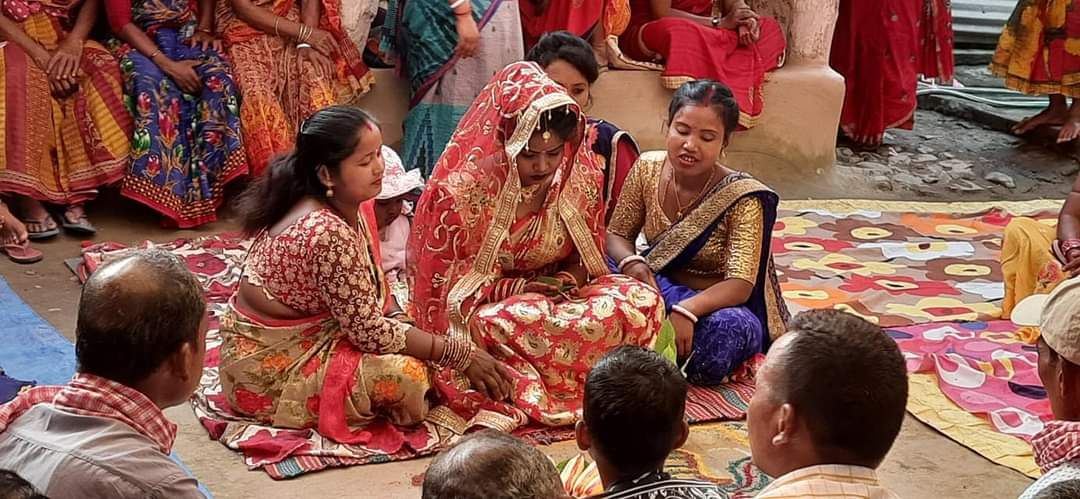
Mulheres do povo tajpuria, em Nepal

## Fonologia

### Consoantes
O inventário consonantal da língua rajbanshi está identificado abaixo:
|             |                  | Bilabial | Dental / Alveolar | Apico-retroflexa | Palatal | Velar | Glotal |
| ----------- | ---------------- | -------- | ----------------- | ---------------- | ------- | ----- | ------ |
| Plosiva     | surda            | p        | t̪                 | ʈ                |         | k     |        |
| Plosiva     | surda aspirada   | pʰ       | t̪ʰ                | ʈʰ               |         | kʰ    |        |
| Plosiva     | sonora           | b        | d̪                 | ɖ                |         | ɡ     |        |
| Plosiva     | sonora aspirada  | bʱ       | d̪ʱ                | ɖʱ               |         | ɡʱ    |        |
| Africada    | surda            |          | ts                |                  |         |       |        |
| Africada    | surda aspirada   |          | tsʰ               |                  |         |       |        |
| Africada    | sonora           |          | dz                |                  |         |       |        |
| Africada    | sonora aspirada  |          | dzʰ               |                  |         |       |        |
| Fricativa   | surda            |          | s                 |                  |         |       | h      |
| Nasal       | não aspirada     | m        | n̪                 |                  |         | ŋ     |        |
| Nasal       | aspirada         | mʱ       | n̪ʱ                |                  |         | ŋʱ    |        |
| Rótica      | não aspirada     |          | r                 |                  |         |       |        |
| Rótica      | aspirada         |          | rʱ                |                  |         |       |        |
| Aproximante | lateral          |          | l                 |                  |         |       |        |
| Aproximante | lateral aspirada |          | lʱ                |                  |         |       |        |
| Aproximante | central          | (w)      |                   |                  | (j)     |       |        |

#### Plosivas
No idioma rajbanshi, todas as plosivas podem ocorrer no ínicio da palavra e todas, exceto /d̪/ e /d̪ʱ/, aparecem entre vogals. Quando posicionadas na posição final da palavra, as plosivas surdas (aquelas produzidas sem vibração das cordas vocais) tendem a ser articuladas com menos energia, podendo resultar em uma emissão de ar bastante sutil.
Em algumas palavras, a aspiração marcada na escrita pode não ser refletida na sua realização fonética, como em:
बाध bæːd̪ʰ [bæːd̪̥/t̪] (campo)
Além disso, a língua rajbanshi apresenta casos de neutralização fonética (a distinção entre certos sons se perde em determinados contextos). Um exemplo claro disso acontece com o /r/ e as consoantes /d̺/ e /d̪ʱ/. Na posição inicial da palavra, /d̺/ é pronunciado normalmente como [d̺]. Em contrapartida, quando /d̺/ aparece entre vogais ou na posição final da palavra, ele é neutralizado com o /r/, sendo pronunciado como [ɽ] ou [r/ɾ]. Por exemplo, na palavra ढेरि d̪ʱeri [d̪ʱeɾ̤i] (pilha), o /d̪ʱ/ é realizado como [d̪ʱ], enquanto na palavra जेऱ dzerʰʌ [dzeɽʰʌ̤] (rebanho), o /d̪ʱ/ é neutralizado com o /rʰ/ e é realizado como [ɽʰ].
Interessantemente, a plosiva /pʰ/ é frequentemente pronunciada como [f]:
साफा sæpʰæ [sæfæ] (branco)

#### Africadas e Fricativas
Na língua rajbanshi, as africadas geralmente têm uma articulação alveolar. As africadas aspiradas, assim como em छुवा tsʰuæ [tʃʰuwæ] (criança), têm uma execução pós-alveolar. Assim como nas plosivas, o efeito da aspiração geralmente não aparece no final das palavras, assim como em:
पुछ् putsʰ [puts/ʃ] (pedir-IMPERATIVO-2ª Pessoa do Singular)
A letra /h/ pode soar como [h] ou [ɦ] no início de palavras, como em:
होलको holko [h/ɦol̤ko] (leve)

#### Nasais, róticos e laterais
Quando consoantes como /mʰ/, /n̪ʰ/, /ŋʰ/, /lʰ/ e /rʰ/ estão no meio de palavras e são aspiradas, elas fazem a vogal seguinte soar de maneira especial, um pouco como se estivesse sendo sussurrada. Por exemplo, लाम़ læmʰʌ (longo) é pronunciado como [læ̃mɦʌ̤].
No final de palavras, a aspiração pode se misturar com sons seguintes, mudando a maneira como a palavra é pronunciada:
चिनभा tsin̪ʰbæ (saber-INFINITIVO) → [tsinb̪ʰæ̤]
पभा pʌrʰbæ (ler-INFINITIVO) → [pʌɾbʰæ̤]

### Vogais
O idioma rajbanshi possui seis fonemas vocálicos: /i/, /e/, /ʌ/, /æ/, /o/ e /u/.
|              | Anterior | Central | Posterior |
| ------------ | -------- | ------- | --------- |
| Fechada      | i        |         | u         |
| Semifechada  | e        |         | o         |
| Semiaberta   |          |         | ʌ         |
| Quase aberta | æ        |         |           |

- Alguns falantes nativos apontam a necessidade de diferenciar três vogais: /e/ [ɛ], /i/ [i] e [ɪ]. Porém, não há evidência que sugere uma terceira vogal anterior contrastante /ɪ/.[20]

#### Fenômenos Gerais
Na língua rajbanshi, o fonema /i/ é pronunciado como [i]. É raro encontrar /i/ no início de palavras, mas aparece em casos específicos como no demonstrativo (próximo) इ- /i-/ [i] ou em empréstimos, como इनाम inæ̪m [in̪æm] (recompensa).
Apesar de existir pouca evidência de semivogais na fonologia rajbanshi, o som [j] no ínicio de certos pronomes e empréstimos pode ser interpretado como uma semivogal:
याहाँ(ए) jæhæ(e) [jæhæ/æ̃(e)] (pronome(próximo)-3ª Pessoa do Singular)
योजना jodzʌn̪æ [jodzʌn̪æ] (plano)
O /e/ pode soar como [e] ou [ɛ] e é encontrado em qualquer posição na palavra. A vogal /ʌ/ normalmente é pronunciada como [ʌ], e possui as variações livres [ɜ] e [ə]. O /æ/ tem pronúncia [æ] ou [ɐ].
As vogais /u/ e /o/ são pronunciadas como [u] e [o], respectivamente. Elas são encontradas em todas as posições, embora /o/ seja raro no início das palavras.

## Escrita
A escrita devanágari, baseada na antiga escrita brami, é amplamente usada no subcontinente indiano para mais de 120 línguas. Esta escrita conta com 47 caracteres principais, incluindo 14 vogais e 33 consoantes. No entanto, no idioma rajbanshi, apenas 6 dessas vogais são empregadas.
Diferentemente do alfabeto latino, não existe distinção entre letras maiúsculas e minúsculas em devanágari.  Essa escrita é um abugida, ou seja, cada caractere base representa uma consoante, enquanto os diacríticos indicam as vogais. A escrita é feita da esquerda para a direita.
Uma das marcas distintivas da escrita devanágari é sua estética, com uma preferência por formas arredondadas e simétricas, geralmente enquadradas dentro de contornos quadrados. Além disso, ela é reconhecível por uma linha horizontal, conhecida como shirorekhā, que corre ao longo do topo das letras.

### Vogais
As vogais usada na língua rajbanshi são:

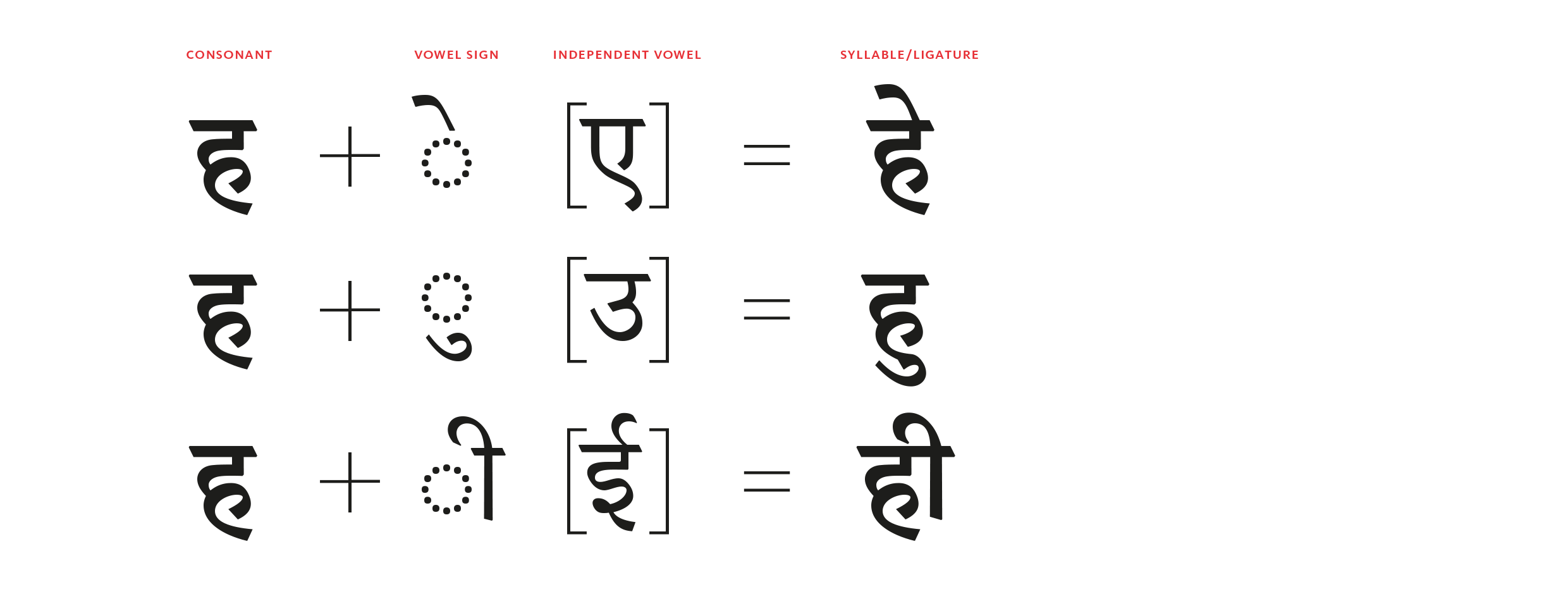
Formação silábica em devanágari

| Forma independente | IPA | Como diacrítico com प (Barakhadi) |
| ------------------ | --- | --------------------------------- |
| अ                  | [ʌ] | प                                 |
| आ                  | [æ] | पा                                 |
| ए                  | [e] | पे                                 |
| इ                  | [i] | पि                                 |
| उ                  | [u] | पु                                 |
| ओ                  | [o] | पो                                 |

### Consoantes
A tabela abaixo mostra as letras consoantes (em combinação com a vogal inerente a) e seu arranjo. À direita da escrita devanágari está a transliteração da escrita latina usando o Alfabeto Internacional de Transliteração Sânscrita.
| Fonética →             | sparśa (Oclusiva) | sparśa (Oclusiva) | sparśa (Oclusiva) | sparśa (Oclusiva) | sparśa (Oclusiva) | sparśa (Oclusiva) | sparśa (Oclusiva) | sparśa (Oclusiva) | anunāsika (Nasal) | anunāsika (Nasal) | antastha (Aproximante) | antastha (Aproximante) | ūṣman/saṃgharṣī (Fricativa) | ūṣman/saṃgharṣī (Fricativa) | ūṣman/saṃgharṣī (Fricativa) | ūṣman/saṃgharṣī (Fricativa) |
| ---------------------- | ----------------- | ----------------- | ----------------- | ----------------- | ----------------- | ----------------- | ----------------- | ----------------- | ----------------- | ----------------- | ---------------------- | ---------------------- | --------------------------- | --------------------------- | --------------------------- | --------------------------- |
| Voz →                  | aghoṣa            | aghoṣa            | aghoṣa            | aghoṣa            | saghoṣa           | saghoṣa           | saghoṣa           | saghoṣa           | saghoṣa           | saghoṣa           | saghoṣa                | saghoṣa                | aghoṣa                      | aghoṣa                      | saghoṣa                     | saghoṣa                     |
| Aspiração →            | alpaprāṇa         | alpaprāṇa         | mahāprāṇa         | mahāprāṇa         | alpaprāṇa         | alpaprāṇa         | mahāprāṇa         | mahāprāṇa         | alpaprāṇa         | alpaprāṇa         | alpaprāṇa              | alpaprāṇa              | mahāprāṇa                   | mahāprāṇa                   | mahāprāṇa                   | mahāprāṇa                   |
| kaṇṭhya (Gutural)      | क                 | ka                | ख                 | kha               | ग                 | ga                | घ                 | gha               | ङ                 | ṅa                |                        |                        |                             |                             | ह                           | ha                          |
| tālavya (Palatal)      | च                 | ca                | छ                 | cha               | ज                 | ja                | झ                 | jha               | ञ                 | ña                | य                      | ya                     | श                           | śa                          |                             |                             |
| mūrdhanya (Retroflexa) | ट                 | ṭa                | ठ                 | ṭha               | ड                 | ḍa                | ढ                 | ḍha               | ण                 | ṇa                | र                      | ra                     | ष                           | ṣa                          |                             |                             |
| dantya (Dental)        | त                 | ta                | थ                 | tha               | द                 | da                | ध                 | dha               | न                 | na                | ल                      | la                     | स                           | sa                          |                             |                             |
| oṣṭhya (Labial)        | प                 | pa                | फ                 | pha               | ब                 | ba                | भ                 | bha               | म                 | ma                | व                      | va                     |                             |                             |                             |                             |

### Diacríticos vocálicos

Diacríticos vocálicos em क

Na tabela abaixo, as vogais em suas formas independentes são mostradas na parte superior e as suas formas dependentes combinadas com a consoante क् k na parte inferior.
| a  | ā  | i  | u  | ū  | e  | ē  | ai  | o  | ō  | au  |   |
| -- | -- | -- | -- | -- | -- | -- | --- | -- | -- | --- | - |
| अ  | आ  | इ  | उ  | ऊ  | ऎ  | ए  | ऐ   | ऒ  | ओ  | औ   |   |
| ka | kā | ki | ku | kū | ke | kē | kai | ko | kō | kau | k |
| क  | का  | कि  | कु  | कू  | कॆ  | के  | कै   | कॊ  | को  | कौ   | क् |

Uma vogal combina com uma consoante em sua forma diacrítica. Por exemplo, a vogal आ ā combina com a consoante क् k para formar a letra silábica का kā. A série diacrítica de क ka, ख kha, ग ga, घ gha...  não tem nenhum sinal de vogal adicionado, pois a vogal अ a é inerente.

## Gramática
O idioma rajbanshi incorpora diferentes classes gramaticais fundamentais, como o substantivo, pronome, verbo, adjetivo e advérbio.

### Sentença
Na língua rajbanshi, as frases geralmente seguem a estrutura de Sujeito-Objeto-Verbo (SOV).. O sujeito e os objetos diretos inanimados não recebem uma marcação específica.  Já os objetos diretos animados e os objetos indiretos são identificados pelo marcador dativo-acusativo -क -(ʌ)k. Embora essa ordem de palavras tenda a ser padrão, é possível encontrar variações. Esta reordenação é mais comum na comunicação oral entre os falantes, diferentemente da literatura escrita em rajbanshi.

### Pronomes
Os pronomes da língua rajbanshi podem obedecer a principalmente três casos e variar em número e pessoa.

#### Pronomes pessoais
No idioma rajbanshi, os pronomes pessoais são organizados de acordo com as três pessoas do discurso (primeira, segunda e terceira), com distinções claras entre singular e plural. Para pronomes na terceira pessoa, ocorre uma diferenciação entre alguém próximo e alguém distante do falante. Esses pronomes são ajustados de acordo com três casos gramaticais: nominativo, para o sujeito da frase; genitivo, indicando posse; e dativo, usado para o objeto indireto.
|          |              | Caso gramatical | Caso gramatical | Caso gramatical |
| Número   | Pessoa       | Nominativo      | Genitivo        | Dativo          |
| -------- | ------------ | --------------- | --------------- | --------------- |
| Singular | 1ª           | मुइ mui          | मोर mor          | मोक mok          |
| Singular | 2ª           | तुइ tui          | तोर tor          | तोक tok          |
| Singular | 3ª           | उहाँ uhã          | उहाँर uhãr        | उहाँक uhãk        |
| Singular | 3ª (próximo) | याहाँ yaha/ã       | याहाँर yaha/ãr     | याहाँक yaha/ãk     |
| Plural   | 1ª           | हामा hama         | हामार hamar       | हामाक hamak       |
| Plural   | 2ª           | तम़ा tʌmʰa        | तम़ार tʌmʰar      | तम़ाक tʌmʰak      |
| Plural   | 3ª           | अम़ा ʌmʰa         | अम़ार ʌmʰar       | अम़ाक ʌmʰak       |
| Plural   | 3ª (próximo) | एम़ा emʰa         | एम़ार emʰar       | एम़ाक emʰak       |

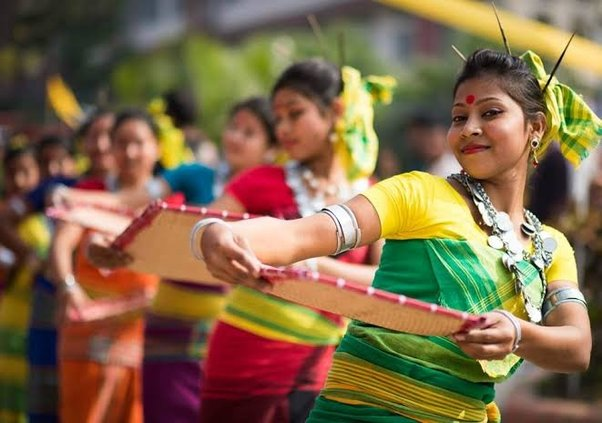
Dança tradicional Koch-Rajbanshi

Na língua rajbanshi, os pronomes de 3ª pessoa, tanto no singular quanto no plural, são apenas usados para referenciar humanos. O idioma não utiliza pronomes de tratamento formal. Entretanto, por convenções culturais, as formas plurais podem ser utilizadas para se referir a indivíduos singulares como uma maneira de indicar respeito. Por exemplo, pessoas mais velhas ou parentes próximos da pessoa que fala podem ser referenciados no plural. Nesse caso, se uma pessoa é referenciada no plural, ela também se refere a si mesma no plural.
Exemplo:
एक दुइ चटि माने मुइ अमार घर गिनु...
ek dui cʌṭi mane mui ʌmʰar gʰʌr gisnu
Eu fui para a casa dele uma ou duas vezes... (falante se referindo a um amigo próximo de seu pai)

#### Pronomes Indefinidos
No idioma rajbanshi, encontram-se quatro principais pronomes indefinidos.
O primeiro é o काहुँ kahu (qualquer um, alguém), que se transforma em काहाँ kaha quando usado em contextos genitivos e dativo-acusativos.
काहाँर कमरखाने भािङ गिछे।
kahar kʌmmʌrkʰane bʰaŋi giche
...a lombar de alguém foi quebrada.
O segundo, कुछु kucʰu (alguma coisa, pouco), varia em significado entre "alguma coisa" em afirmações e "nada" em negações, podendo qualificar substantivos ou adjetivos.
Exemplo:
1. उहाँ आरकि कुछु नि बले। 
 uhã arki kucʰu ni bʌle 
Ela não falou nada.
2. कट्टुखान कुछु छट हइ गेलिक। 
 kuṭṭukʰan kucʰu cʰʌṭʌ hʌi gelki 
 A cueca é um pouco curta.

O pronome कोए koe (alguém, algo) indica indefinição. Além de funcionar como um pronome independente, कोए koe também pode modificar um adjetivo.
Exemplo:
1. कोए आले कहि दिस कि मुइ नि छु। 
 koe asle kʌhi dis ki mui ni  
Se alguém vier, diga que eu não estou aqui.
2. कोय एकटा लोक 
 koe ekṭa lok  
 Qualquer homem.

Por fim, o pronome पोर por significa "outro" ou "outros".
पोरक बुइि दिले।
porʌk buddʰi dilɪ
Ele deu conselhos a outra pessoa.

#### Pronomes Interrogativos
Na língua rajbanshi, o pronome interrogativo काहें kahe (quem) é usado em perguntas diretas e indiretas, como em:
1. तुइ काहें? 
 tui kahe 
 Quem é você?
2. तोक देखबा हकु, काहें जितेचि काहें हारेचि।? 
 tok dekʰba hʌpku kahe jiteci kahe hareci 
 Você terá de assistir (e dizer) quem (de nós) ganha e quem (de nós) perde.

Ele também funciona para questionar a propriedade ou identidade, como em:
काहाँर चुलि हए इखान?
kahar culi hʌe ikʰan
De quem é esse cabelo?
|          | Caso gramatical | Caso gramatical                   | Caso gramatical                 |
| Número   | Nominativo      | Genitivo                          | Dativo                          |
| -------- | --------------- | --------------------------------- | ------------------------------- |
| Singular | काहें kahe quem    | काहाँर kahar quem-GENITIVO           | काहाँक kahak quem-DATIVO           |
| Plural   | काहेंला kahela quem | काहाँर काहाँर kahar kahar quem-GENITIVO | काहाँक काहाँक kahak kahak quem-DATIVO |

O pronome interrogativo काहें kahe (quem) possui duas formas do plural: काहेंला kahela (quem-PLURAL) e काहें काहें kahe kahe (quem quem). A diferença é usada para indicar referentes sem ou com individualização.

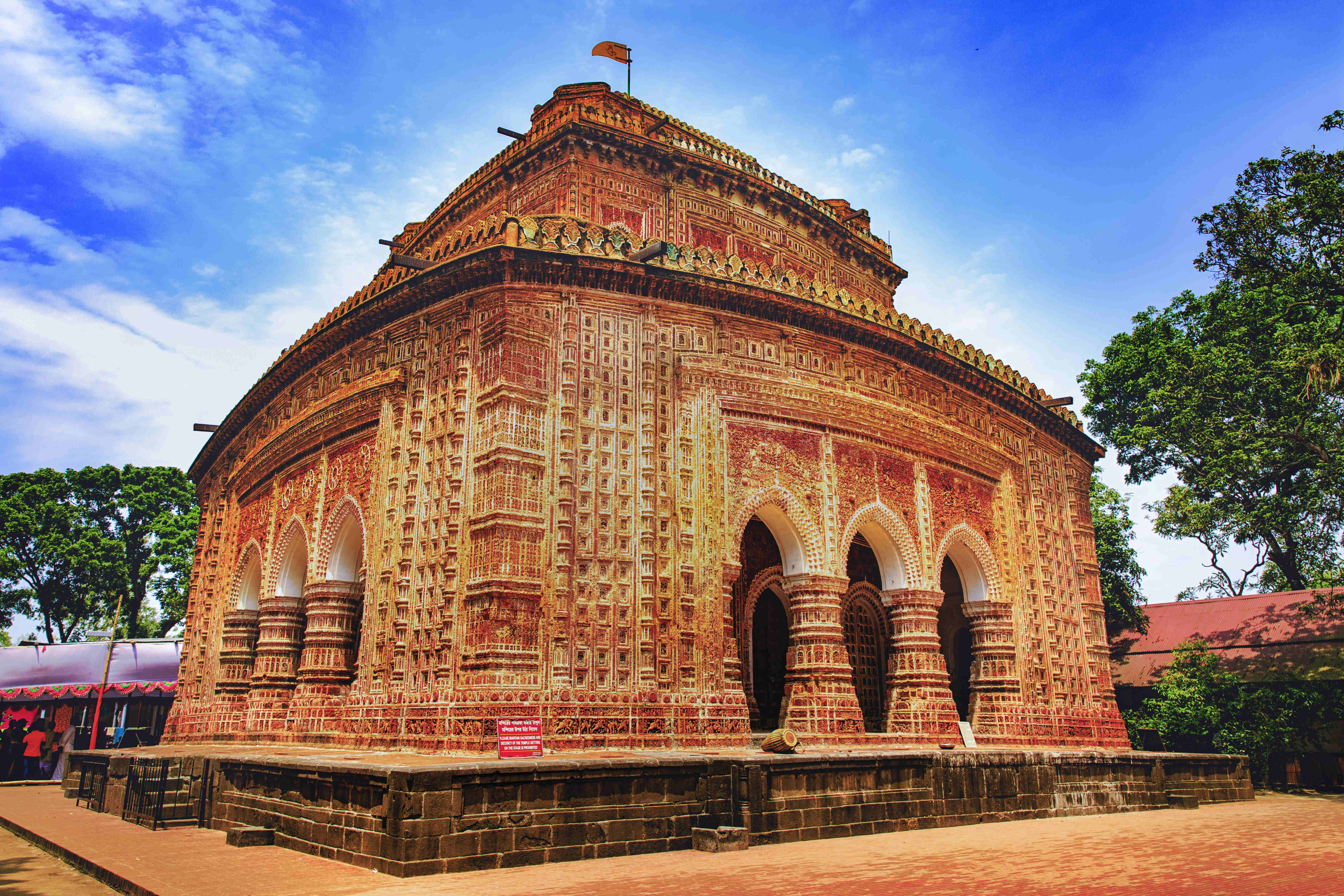
Templo Kantajew, Dinajpur, Bangladesh

Exemplo:
1. Sem individualização
  1. काहेंला बेराचे? 
 kahela berace 
 Quem está andando?
  2. छुवाला 
 cʰuala 
 As crianças.
2. Com individualização
  1. काहें काहें बेराचे? 
 kahe kahe berace 
 Quem está andando?
  2. पामर आर राम। 
 pamʌr ar ram 
 Pāmar and Rām.

### Substantivos
No idioma rajbanshi, os substantivos se flexionam conforme número e caso gramatical.

#### Número

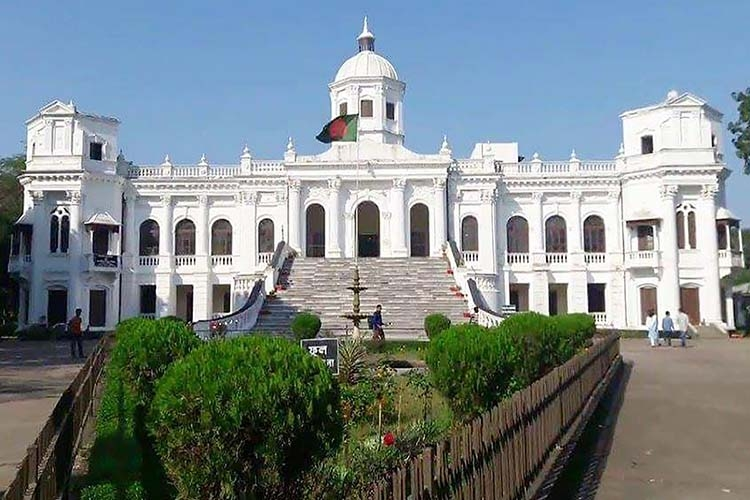
Palácio Tajhat, Rangpur, Bangladesh

O número nos substantivos é marcado pelo sufixo plural -ला -la, adicionado após a raiz do substantivo e antes de qualquer sufixo de caso. Por exemplo, काति kati (fundação) se torna plural com o acréscimo de -ला -la, resultando em कातिला katila (fundações). Quando marcado para caso dativo, o sufixo de caso segue o de número, como em कातिलाक katilak (fundações-DATIVA).
Quando se usa números para falar sobre a quantidade de algo, é necessário usar também os classificadores nominais. Esses classificadores acompanham os números para especificar a contagem de um substantivo singular. Não se usa o sufixo -ला -la para indicar plural em substantivos que já estão sendo modificados por numerais.
Exemplo:
1. दुइखान बाहाँ 
 duikʰan baha 
 Dois braços.
2. दुइडा छुवा 
 duiḍa cʰua 
 Duas crianças.

Quando o substantivo é modificado por गटे gʌṭe (todo, todos),  o substantivo principal leva o marcador de plural, como em:
गटे खेटियाला मिलिएने बुऱिडर सङे गेले।
gʌṭe kʰeṭiala miliene burʰiḍʌr sʌŋe gelɪ
Todos os chacais foram juntos com a mulher idosa.
Nos casos em que o demonstrativo modifica o substantivo, o plural é marcado apenas no demonstrativo. Contudo, se tanto o demonstrativo quanto गटे gʌṭe (todo, todos) modificam o substantivo, ambos recebem o marcador de plural.
Exemplo:
1. इला बाँस 
 ila bãs 
 Estes bambus.
2. इला गटला बाँस 
 ila gʌṭla bãs  
 Todos estes bambus.Palácio Tajhat, Rangpur, Bangladesh

#### Casos Gramaticais
O idioma rajbanshi possui 5 casos gramaticais: caso nominativo, caso dativo-acusativo, caso genitivo, caso locativo e caso instrumental.

##### Caso Nominativo
Utilizado para marcar o sujeito ou objeto direto inanimado, o caso nominativo na língua rajbanshi não recebe uma marcação específica. Ele serve para identificar o sujeito de ações, independentemente da animacidade ou do tempo verbal. Por exemplo, "o menino come" e "a pedra cai" usariam a mesma marcação de caso para "menino" e "pedra", apesar das diferenças em animacidade.
Quando nos referimos a objetos diretos que não são pessoas ou seres vivos (ou seja, objetos inanimados), eles podem ser marcados pelo caso nominativo ou caso dativo-acusativo. Apesar de o caso nominativo ser mais frequente para esses objetos, o motivo da preferência de um pelo outro ainda é incerto.

##### Caso Dativo-Acusativo
Originalmente, em sânscrito, os casos acusativo e dativo eram distintos, cada um com sua própria função gramatical: o acusativo marcava o objeto direto de uma ação, enquanto o dativo era usado principalmente para marcar o objeto indireto.
No entanto, ao longo do tempo, nas línguas indo-arianas modernas, houve uma tendência de simplificação do sistema de casos. Esta evolução resultou na fusão do caso acusativo com o nominativo, o que significa que o objeto de uma ação muitas vezes não é marcado de maneira diferente do sujeito da frase. Em outras palavras, tanto o sujeito quanto o objeto podem aparecer na forma nominativa, sem uma marcação de caso específica que os diferenciem.
A ausência de um caso acusativo levou ao uso do dativo para cumprir algumas das funções anteriormente realizadas pelo acusativo, especialmente na marcação de objetos definidos ou específicos. Por isso, o marcador dativo pode ser referido como um "dativo-acusativo".
O marcador dativo-acusativo -क -(ʌ)k muda de forma dependendo do som que vem antes dele. Se uma vogal termina a palavra, usamos -k. Se a palavra termina com uma consoante, usamos -ʌk.
Normalmente, objetos animados são marcados pelo caso dativo-acusativo, como em:
याहाँक आझि माबा लागे।
yahak ajʰi marba lage
Nós devíamos matar ela hoje.
Pronomes pessoais são necessariamente marcados pelo caso dativo-acusativo quando eles funcionam como objetos.
तोक मुइ छेञकारि नि ठुकिमकुन।
tok mui cʰeckari ni ṭʰukimkun
Eu não vou te bater de verdade.

##### Caso Genitivo
O caso genitivo é frequentemente usado para expressar posse e é marcado por -(ए)र -(e)r, com variações dependendo do som final da raiz. Se uma vogal termina a palavra, usamos -r. Se a palavra termina com uma consoante, usamos -er.
Exemplo:
1. हामार गाअँ 
 hamar gaʌ̃ 
 Nossa aldeia.
2. हआल़ा जाछु, बेटिर घर। 
 alʰa jacʰu beṭir gʰʌr 
 Agora estou indo para a casa da (minha) filha.

O caso genitivo também pode ser usado para descrever a origem ou a composição de algo.
Exemplo:
1. इड लोक गचिमारिर हए। 
 iḍʌ lok gʌcimarir hʌe  
 Este homem é de Gacimari.
2. आर घरट माटिरे हए 
 ar gʰʌrṭʌ maṭire hʌe  
 E a casa é feita de argila.

##### Caso Locativo
O caso locativo possui quatro usos principais e é representado pela marcação -त -(ʌ)t. O primeiro uso é de expressar movimento em direção a um lugar, seja ele concreto ou abstrato, como em:
उहाँर घरेर लोकट एकदिन कामत चलि गेलिक। 
 uhãr gʰʌrer lokṭʌ ekdin kamʌt cʌli gelki 
 Um dia seu marido foi ao trabalho.
O caso locativo é usado para indicar a posição em relação a uma superfície.
चेङराड छपपरखानत बठिए... 
 ceŋraḍʌ cʰʌppʌrkʰanʌt bʌṭʰie 
 O jovem está sentado no telhado...
Ele também pode ser usado em expressões de tempo.
आर केवा बछरत 
 ar kewa bʌcʰʌrʌt 
 Nos próximos anos.

##### Caso Instrumental
Na língua rajbanshi, o marcador de caso instrumental -ए -e é principalmente usado com inanimados para indicar o meio ou instrumento através do qual uma ação é realizada.
Exemplo:

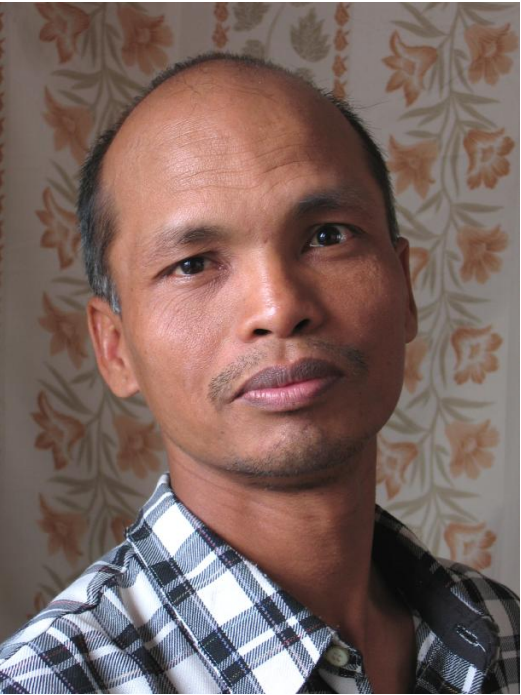
Pamar P. Rajbanshi

1. मुइ पामरटर मुखे खबरट पानु। 
 mui pamʌrṭʌr mukʰe kʰʌbʌrṭʌ panu 
 Eu recebi a mensagem do Pamar.
2. मुइ पामरटर हाते चिटृि पानु। 
mui pamʌrṭʌr hate ciṭṭi panu 
 Eu recebi uma carta pelo Pamar.

No exemplo 1, a palavra मुख mukʰ (boca) é usada com o marcador de caso locativo -ए -e para indicar que a mensagem foi transmitida oralmente. No exemplo 2, de forma análoga ao exemplo 1, o termo हात hat (mão) é usado com o intuito de expressar que a carta foi entregue pessoalmente.

#### Reduplicação

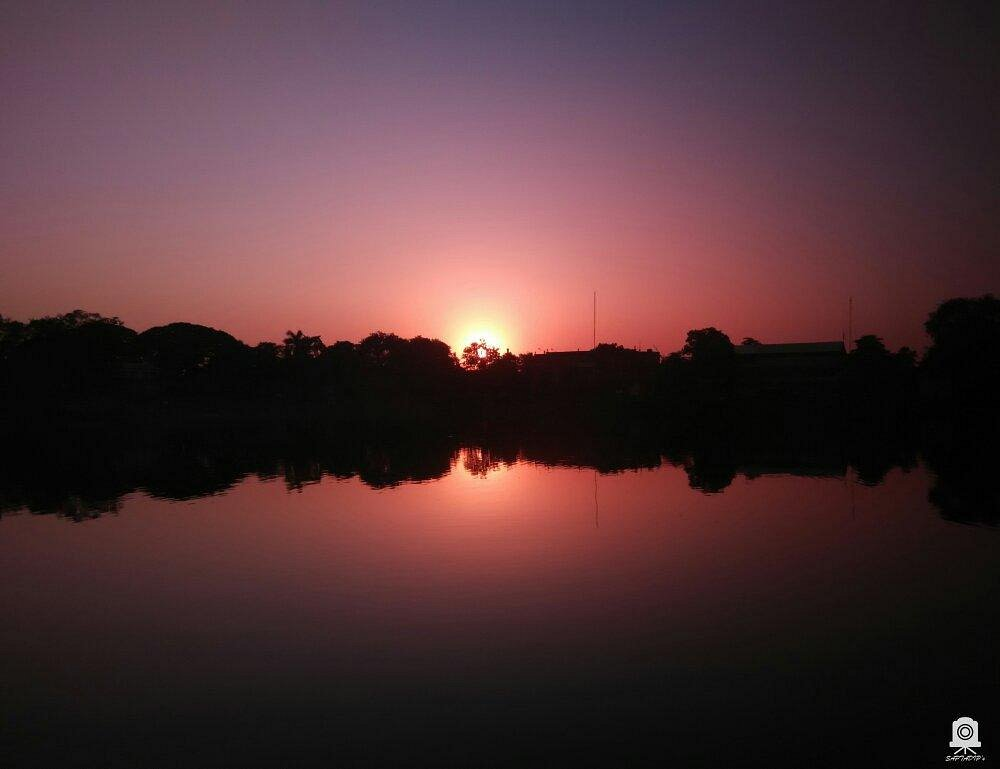
Pôr do sol no lago Sagardighi, Cooch Behar, Índia

No idioma rajbanshi, a reduplicação do substantivo pode representar três significados.
A reduplicação pode ser adjetival, indicando exclusividade quando o primeiro substantivo recebe o sufixo enfático -ए -e, e o segundo permanece sem marcação. Esse uso enfatiza a ideia de "somente" ou "nada além de", como em:
हडुिए हडुि
hʌḍḍie hʌḍḍi
Nada além de ossos.
Quando ambos os substantivos na reduplicação carregam o sufixo -ए -e, a expressão adquire um sentido distributivo, sugerindo ação ou presença em vários locais ou momentos, como em:
1. गाए गाए 
 gae gae 
 De aldeia em aldeia.
2. Pôr do sol no lago Sagardighi, Cooch Behar, Índiaलदिडर काछारे काछारे 
 lʌdi-ḍʌr kacʰare kacʰare 
 Ao longo da margem do rio.
3. सरके सरके आनु। 
 sʌrʌke sʌrʌke asnu  
 Eu vim pela estrada.

O sufixo -ए -e também pode funcionar como um advérbio de intensidade, adicionando uma ênfase ou profundidade no significado.
Exemplo:
1. रानिडयानिड मने मने सवले। 
 ranḍianiḍʌ mʌne mʌne sʌclɪ 
 A viúva pensou secretamente.
2. दुवारे दुवारे बठि'ए ना खा। 
 duare duare bʌṭʰie na kʰa
 Não coma (enquanto você estiver) sentado na porta.

### Verbos
Os verbos na língua rajbanshi podem ser conjugados conforme tempo, aspecto e modo, sem a presença explícita de evidencialidade. Cada verbo é associado a uma dentre seis classes de conjugações.

#### Classes de Conjugações
A classificação se dá de acordo com as terminações dos verbos:
- Tipo 1: Terminação -a, exemplo: खाले kʰalɪ (comer-PASSADO-3ª Pessoa).
- Tipo 2: Terminação -ʌ, exemplo: कह- kʌhʌ- (falar) ou ह- hʌ- (ser).
- Tipo 3: Irregulares: जा ja- (ir), लि l(i)- (tomar), दि d(i)- (dar).
- Tipo 4: Consoante única, exemplo: ठुकिचु ṭʰukicu (acertar-PERFEITO-3ª Pessoa do Singular)
- Tipo 5: Terminação -र -r, exemplo: पार- par- (ser capaz de).
- Tipo 6: Duas consoantes, exemplo: समिठ sʌmṭʰ (terminar).

Em verbos do Tipo 2, a terminação -ʌ pode ser deletada em determinadas circunstâncias sem alterar o significado, como em:
1. कहए(ने) kʌhʌe(ne) (falar-PARTICÍPIO CONJUNTIVO)
2. कहे(ने) kʌhe(ne)' (falar-PARTICÍPIO CONJUNTIVO)

No Tipo 6, para evitar a formação de um aglomerado de três consoantes (CCC), uma vogal epentética (vogal que é inserida para facilitar a pronúncia) -i ou -e é adicionada entre a raiz e os morfemas que possuem consonante no início, como em:
समिठबा sʌmṭʰiba (terminar-INFINITIVO)
Alguns verbos com a terminação -a possuem uma forma reduzida no infinitivo que não altera o significado, como em:
1. नुकाबाा nukaba (esconder-INFINITIVO)
2. नुकबा nukba (esconder-INFINITIVO)

#### Tempo e Aspecto
No idioma rajbanshi, a construção dos verbos envolve adicionar os morfemas à raiz do verbo para indicar o aspecto e o tempo. Estes morfemas se aglutinam à raiz do verbo e podem nos dizer se uma ação está concluída, em andamento, ou se aconteceu no passado, presente ou futuro. Contudo, os pesquisadores não ainda não chegaram a um consenso sobre o significado específico de alguns desses marcadores, especialmente porque em certos casos, eles parecem realizar funções que misturam aspecto e tempo de maneira que não é totalmente clara. Isso torna o entendimento de como os verbos são formados um assunto um pouco complicado, especialmente ao tentar separar o que esses morfemas de aspecto e tempo indicam.

#### Tempo
Na língua rajbanshi, existem os tempos verbais futuro, presente e passado. Interessantemente, em contextos de narrativas orais, esses tempos verbais podem assumir funções diferentes. Por exemplo, os tempos futuro e presente podem ser usados para se referir a eventos passados. Isso significa que, em vez de descreverem eventos que ocorrerão no futuro ou que estão acontecendo no presente, esses tempos verbais são empregados para narrar eventos que já ocorreram no passado, especialmente em histórias.

##### Futuro
Na maior parte dos dialetos, os morfemas do tempo verbal de futuro são -ब -b para as 2ª e 3ª pessoas e -म -m para a 1ª pessoa.
|          |        | Tipo de classe de conjugação | Tipo de classe de conjugação | Tipo de classe de conjugação |
| Número   | Pessoa | Tipo 1 खा kʰa (comer)         | Tipo 2 कह kʌhʌ (falar)       | Tipo 4 बठ् bʌṭʰ (sentar)      |
| -------- | ------ | ---------------------------- | ---------------------------- | ---------------------------- |
| Singular | 1ª     | खाम kʰam                      | मकहम kʌhʌm                   | बठिम bʌṭʰim                   |
| Singular | 2ª     | खाबो kʰabo                     | कहबो kʌhʌbo                   | बठ्बो bʌṭʰbo                   |
| Singular | 3ª     | खाबे kʰabɪ                     | कहबे kʌhʌbɪ                   | बठ्बे bʌṭʰbɪ                   |
| Plural   | 1ª     | हखाम kʰamʌ                    | हकहम kʌhʌmʌ                  | हबठ्म bʌṭʰmʌ                  |
| Plural   | 2ª     | खाबन kʰabʌn                   | कहबन kʌhʌbʌn                 | बठ्बन bʌṭʰbʌn                 |
| Plural   | 3ª     | खाबे kʰabɪ                     | कहबे kʌhʌbɪ                   | बठ्बे bʌṭʰbɪ                   |

O tempo futuro é principalmente usado para uma referência temporal do futuro.
केतखुन से कानबो?
ketkʰun se kanbo
Até quando você vai chorar?
O futuro também é utilizado para pedidos, ao invés do subjuntivo, como em:
मुइ तोर कठाडत बठिम?
mui tor kʌṭʰaḍʌt bʌṭʰim
Posso sentar-me no seu quarto?

##### Presente
No idioma rajbanshi, o -च -c é utilizado para representar o tempo verbal do presente. No Tipo 4 (verbos que terminam com consoante única), a vogal epentética -e ocorre entre a raiz e o morfema, resultando em -एच -ec.
|          |        | Tipo de classe de conjugação | Tipo de classe de conjugação | Tipo de classe de conjugação |
| Número   | Pessoa | Tipo 1 खा kʰa (comer)         | Tipo 2 कह kʌhʌ (falar)       | Tipo 4 बठ् bʌṭʰ (sentar)      |
| -------- | ------ | ---------------------------- | ---------------------------- | ---------------------------- |
| Singular | 1ª     | खाचु kʰacu                     | कहचु kʌhʌcu                   | बठेचु bʌṭʰecu                  |
| Singular | 2ª     | खाचिस kʰacis                   | कहचिस kʌhʌcis                 | बठे्चिसो bʌṭʰecis                |
| Singular | 3ª     | खाचे kʰace                     | कहचे kʌhʌce                   | बठ्चे bʌṭʰece                  |
| Plural   | 1ª     | खाचि kʰaci                     | कहचि kʌhʌci                   | बठे्चि bʌṭʰeci                  |
| Plural   | 2ª     | खाबन kʰacʌn                   | कहचन kʌhʌcʌn                 | बठे्चन bʌṭʰecʌn                |
| Plural   | 3ª     | खाचे kʰace                     | कहचे kʌhʌce                   | बठे्चे bʌṭʰece                  |

Em orações simples, o tempo presente é usado para representar o presente contínuo ou o presente habitual, como em:
ताहाते कानेचु। 
 tahate kanecu 
 É por isso que estou chorando.
Em certos contextos, o tempo presente representa uma ação futura, uma vez que a ação ocorre após a fala ou situação, como em:
मुइ इड कडिक देछु घमकाए। 
 mui iḍʌ kʌḍik decʰu gʰʌskae 
 Eu vou esconder essa concha.

##### Passado
No idioma rajbanshi, os morfemas do tempo verbal de passado são -न -n para a 1ª pessoa e -ल -l para as 2ª e 3ª pessoas.
|          |        | Tipo de classe de conjugação | Tipo de classe de conjugação | Tipo de classe de conjugação |
| Número   | Pessoa | Tipo 1 खा kʰa (comer)         | Tipo 2 कह kʌhʌ (falar)       | Tipo 4 बठ् bʌṭʰ (sentar)      |
| -------- | ------ | ---------------------------- | ---------------------------- | ---------------------------- |
| Singular | 1ª     | खानु kʰanu                     | कहनु kʌhʌnu                   | बठे्नु bʌṭʰnu                   |
| Singular | 2ª     | खलो kʰalo                     | कहलो kʌhʌlo                   | बठ्लो bʌṭʰlo                   |
| Singular | 3ª     | खाले kʰali                     | कहले kʌhʌli                   | बठ्ले bʌṭʰli                   |
| Plural   | 1ª     | खान kʰanʌ                     | कहन kʌhʌnʌ                   | बठे्न bʌṭʰnʌ                   |
| Plural   | 2ª     | खालन kʰalʌn                   | कहलन kʌhʌlʌn                 | बठे्लन bʌṭʰlʌn                 |
| Plural   | 3ª     | खाले kʰali                     | कहले kʌhʌli                   | बठे्ले bʌṭʰli                   |

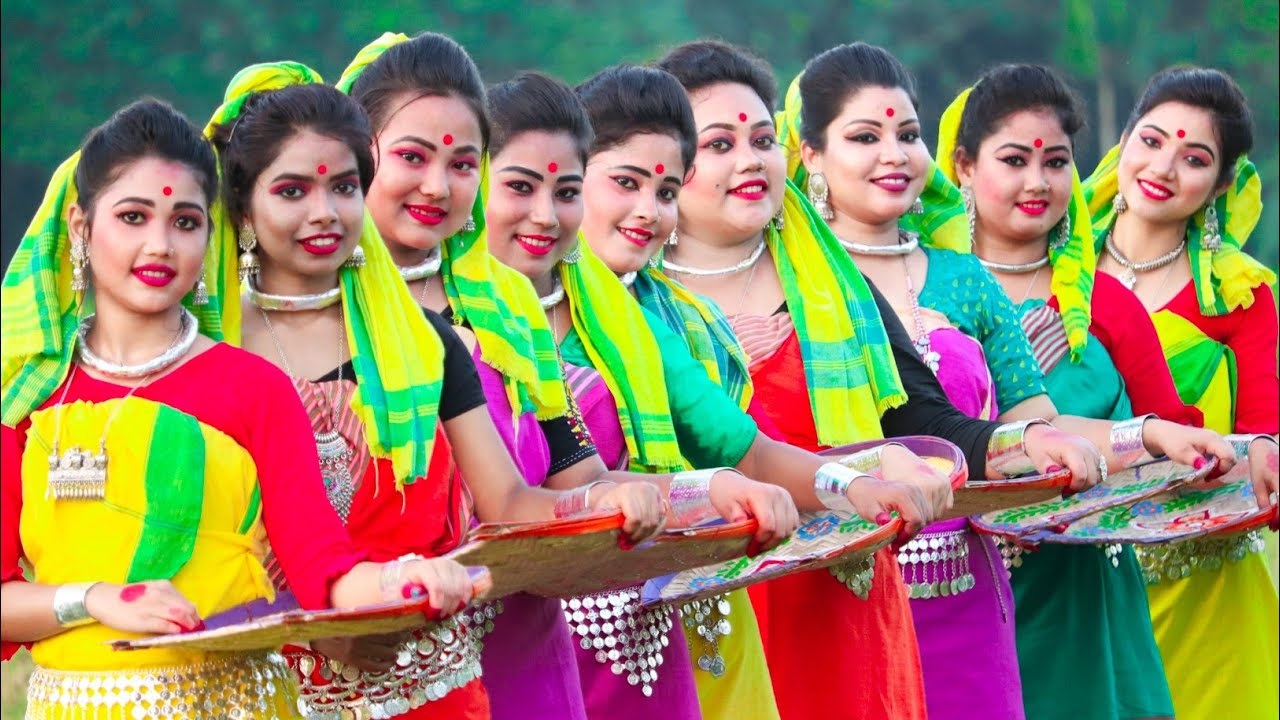
Dança folclórica koch-rajbanshi

O tempo passado é usado para representar uma ação ou estado que ocorreu no passado.
मुइ तोक ठगेनकुन।
mui tok ṭʰʌgenkun
Eu te atrapalhei.

#### Aspecto
Na língua rajbanshi, o aspecto é usado para indicar a temporalidade e natureza das ações, dividindo-se em perfeito, passado contínuo, passado habitual e prospectivo.

##### Perfeito
O aspecto perfeito é marcado por -इच -ic, como em:
खाइचु  kʰaice (comer-PERFEITO-1ª Pessoa do Singular)
O aspecto perfeito é usado para representar diferentes significados. O primeiro deles é de indicar algo que ocorreu no passado mas que possui certa relevância no presente.
जा त तुरिखानत गस गाएँ प'इचे ने कि। 
 ja tʌ turikʰanʌt gʌru gae pʌ(r)ice ne ki 
 Vá até o campo de mostarda e verifique se o gado esteve lá.
Às vezes, o perfeito é usado para começar uma história ou cenário.
जब आसबा देखि फेकाइचे... 
 jʌb asba dekʰi pʰekaice 
 Quando (o genro) viu (ele) chegando...
O perfeito também serve para indicar algo que está ocorrendo agora devido a um acontecimento do passado.
एकटा नि फुस कडि पाइचे, ते याहाँर एतेखान गरम! 
 ekṭa ni pʰus kʌḍi paice te yahar etekʰan gʌrʌm 
 É porque ele encontrou uma concha sem valor que ele está tão orgulhoso.

##### Passado Contínuo
O passado contínuo é representado pelo sufixo -इसन -isn para a 1ª pessoa e -इसल -isl para as 2ª e 3ª pessoas.
खाइसनु kʰaisnu (comer-PASSADO CONTÍNUO-1ª Pessoa do Singular)
Ele é usado para expressar ações que estavam acontecendo em um momento específico no passado, como em:
ए बुऱि, तुइ कुमाखाए भागिसलो? 
 e: burʰi tui kunmakʰae bʰagislo 
 Eh, velha, qual direção você estava escapando?

##### Passado Habitual

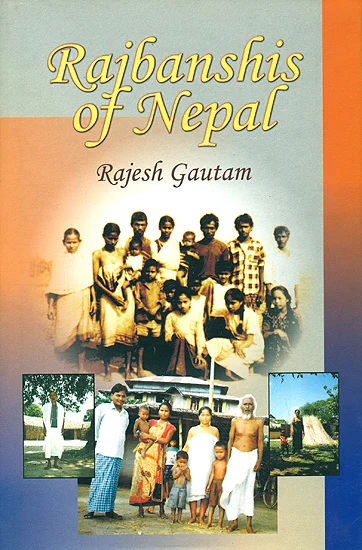
Capa da Obra "Rajbanshis of Nepal"

Na língua rajbanshi, o aspecto passado habitual é usado para descrever ações frequentes ou características de um período passado, sem necessariamente implicar que a ação acontece de forma repetida de maneira previsível (iteratividade).
Exemplo:
1. Iterativo 
 बेटिर घर जाइ आसि कते रहे। 
 beṭir gʰʌr jai asi kʌrte rʌhe 
 Ele costumava ir e vir para a casa da filha.
2. Não Iterativo 
 एकटा गअँत एकटा बुऱा रहे। 
 ekṭa gaʌ̃t ekṭa burʰa rʌhe  
 Em uma vila, costumava viver um homem velho.

##### Prospectivo
O aspecto prospectivo é uma forma de expressar que uma ação ou evento estava prestes a acontecer, mas não necessariamente aconteceu, ou é planejada para o futuro próximo. Ele difere do futuro simples, pois coloca ênfase na iminência da ação, ao invés de simplesmente indicar que algo acontecerá em algum momento no futuro. Na língua rajbanshi, ele é representado pelo complemento आसबार asbar (vir-INFINITIVO-GENITIVO).
मुइ आसबार छिनु। 
 mui asbar cʰinu 
 Eu estava prestes a vir.

#### Modo
O idioma rajbanshi apresenta três modos verbais: imperativo, subjuntivo e condicional.

##### Imperativo
O imperativo, usado para dar comandos ou fazer pedidos que requerem uma ação imediata, tem formas diferentes para singular e plural. No singular, geralmente não se adiciona nada ao verbo (marcado pelo morfema -∅), mas no plural, acrescenta-se -अ -ʌ. Há ainda uma forma especial no singular, -एक -ek, usada especificamente com verbos do Tipo 4 (aqueles que terminam em uma única consoante), apesar de não haver nenhuma mudança no significado.
Exemplo:
1. (मोर कुसिेखानत) बठ् / बठएक 
(mor kursikʰanʌt) bʌṭʌ_/_bʌṭek 
 Sente (na minha cadeira).

A partícula de negação ना na é usada antes do verbo no imperativo. Caso ela seja usada após o verbo, ela funciona como um partícula de polidez.

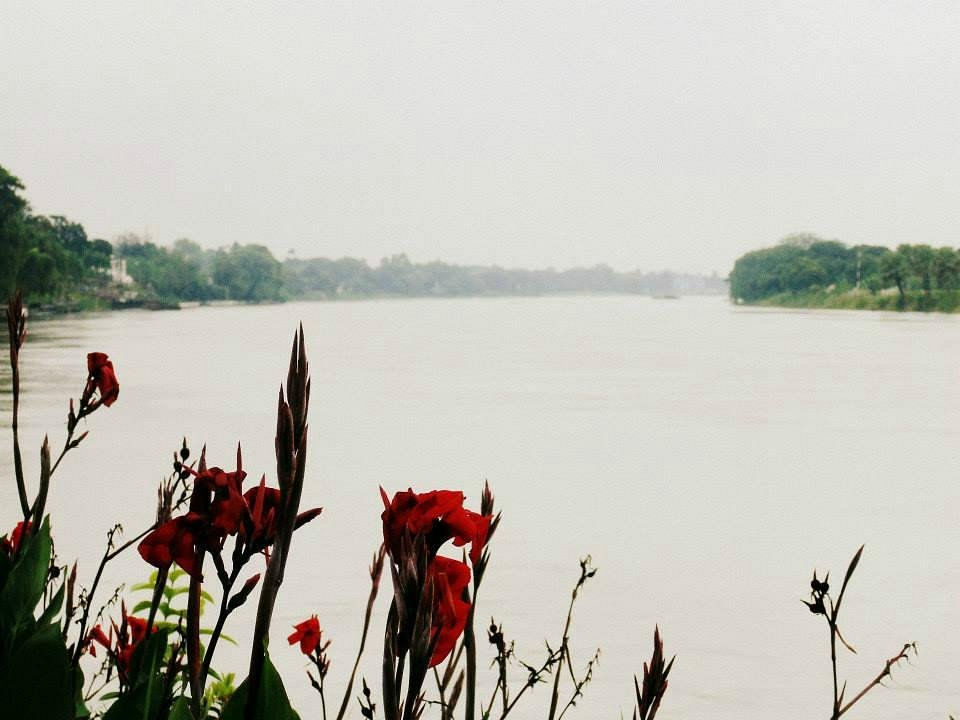
Rio Jalangi, Rangpur, Bangladesh

Exemplo:
1. ना कोहो 
na koho
 Não fale.
2. कोहो ना 
koho na 
 Por favor, fale.Rio Jalangi, Rangpur, Bangladesh

##### Subjuntivo
|          |        | Tipo de classe de conjugação | Tipo de classe de conjugação | Tipo de classe de conjugação |
| Número   | Pessoa | Tipo 1 खा kʰa (comer)         | Tipo 2 कह kʌhʌ (falar)       | Tipo 4 बठ् bʌṭʰ (sentar)      |
| -------- | ------ | ---------------------------- | ---------------------------- | ---------------------------- |
| Singular | 1ª     | खाउ kʰau                      | कहु kʌhʌu                     | बठु bʌṭʰu                     |
| Singular | 2ª     | खाइस kʰais                    | कहिस kʌhʌis                   | बठिस bʌṭʰis                   |
| Singular | 3ª     | खाए kʰae                      | कहेो kʌhʌe                     | बठे bʌṭʰe                     |
| Plural   | 1ª     | खाइ kʰai                      | कहि kʌhʌi                     | बठि bʌṭʰi                     |
| Plural   | 2ª     | खाअन kʰaʌn                    | कहन kʌhʌʌn                   | बठन bʌṭʰʌn                   |
| Plural   | 3ª     | खाए kʰae                      | कहेो kʌhʌe                     | बठे bʌṭʰe                     |

O subjuntivo possui diversas funções. A primeira delas é de pedir e dar permissões.
Exemplo:
1. जाउ? 
 jau 
 Posso ir?
2. जाइस। 
 jais 
 Pode ir.

Além disso, ele possui uma função hortativa (isto é, a função de representar um encorajamento ou tom de convite), como em:
इखान काम कम। 
 kam kʌrmʌ 
 Vamos trabalhar.
Ele também pode representar um comando para uma ação que vai acontecer no futuro remoto.
मुइ लेखबा धरिम। तम़ा भात नाधन। 
 mui lekʰba dʰʌrim tʌmʰa bʰat nadʰʌn 
 Eu vou começar a escrever. (Quanto a você,) cozinhe-me arroz (mais tarde).
De forma análoga ao imperativo, quando a partícula de negação ना na é usada após o subjuntivo, ela funciona como uma partícula de polidez.
जाइस ना! 
 jais na 
 Por favor, vá!

#### Condicional
Em uma oração condicional, a frase é dividida em duas partes: a parte que estabelece a condição (prótase) e a parte que expressa o resultado (apódose). Na língua rajbanshi, a prótase é marcada pela partícula -ले -le. A apódose é encontrada no futuro, presente, imperativo e subjuntivo.
Exemplo:
1. Apódose no futuro 
 ...राजार बेटाडर सङे जाले, मुइ रानि हइ जाम। 
 ...rajar beṭaḍʌr sʌŋe jale mui rani hʌi jam  
 ...se eu for com o filho do rei, me tornarei uma rainha.
2. Apódose no presente 
 ...जेनेङ सेनेङ काथा बलले, बहुत दु:ख मिलचे। 
 ...jeneŋ seneŋ katʰa bʌlle bʌhut dukʰʌ  
 ...se essas coisas forem ditas, muitos problemas resultarão.
3. Apódose no imperativo 
 अनङ ति हले, तुइ जा। 
 ʌnʌŋ ti hʌle tui ja
 Se for assim, você vai.
4. Apódose no subjuntivo 
 आर नि पाल , छरि दिस। 
 ar ni parle cʰʌri dis
 Se você não puder, deixe estar.

## Vocabulário

### Números Cardinais
A língua rajbanshi utiliza o sistema decimal, assim como o idioma português.
| Número | Rajbanshi | IPA        | Número     | Rajbanshi | IPA       |
| ------ | --------- | ---------- | ---------- | --------- | --------- |
| 1      | ১         | [æk]/ [ɛk] | 21         | ২১        | [ækɔiʃ]   |
| 2      | ২         | [d̪ui]      | 22         | ২২        | [baiʃ]    |
| 3      | ৩         | [t̪in]      | 23         | ২৩        | [t̪eiʃ]    |
| 4      | ৪         | [cair]     | 24         | ২৪        | [cɔbbiʃ]  |
| 5      | ৫         | [pac]      | 25         | ২৫        | [pɔciʃ]   |
| 6      | ৬         | [cʰɔy]     | 26         | ২৬        | [cʰabbiʃ] |
| 7      | ৭         | [ʃat̪]      | 27         | ২৭        | [ʃat̪aiʃ]  |
| 8      | ৮         | [aʈ]       | 28         | ২৮        | [aʈʰaiʃ]  |
| 9      | ৯         | [nɔy]      | 29         | ২৯        | [unt̪iriʃ] |
| 10     | ১০        | [d̪ɔʃ]      | 30         | ৩০        | [t̪iriʃ]   |
| 11     | ১১        | [ɛgaro]    | 40         | ৪০        | [cɔlliʃ]  |
| 12     | ১২        | [baro]     | 50         | ৫০        | [pɔncaʃ]  |
| 13     | ১৩        | [t̪ɛro]     | 60         | ৬০        | [ʃaiʈ]    |
| 14     | ১৪        | [cɔid̪d̪o]   | 70         | ৭০        | [ʃɔt̪t̪ur]  |
| 15     | ১৫        | [ponoro]   | 80         | ৮০        | [aʃi]     |
| 16     | ১৬        | [ʃolo]     | 90         | ৯০        | [nɔbbɔi]  |
| 17     | ১৭        | [ʃotoro]   | 100        | ১০০       | [ɛkʃo]    |
| 18     | ১৮        | [aʈʰaro]   | 1.000      | ১০০০      | [haɈar]   |
| 19     | ১৯        | [uniʃ]     | 100.000    | ১০০০০০    | [lakʰ]    |
| 20     | ২০        | [biʃ]      | 10.000.000 | ১০০০০০০০  | [kuʈi]    |

Para formar todos os números entre 19 e 89 que terminam em nove, é utilizado o prefixo [uno] (um a menos).

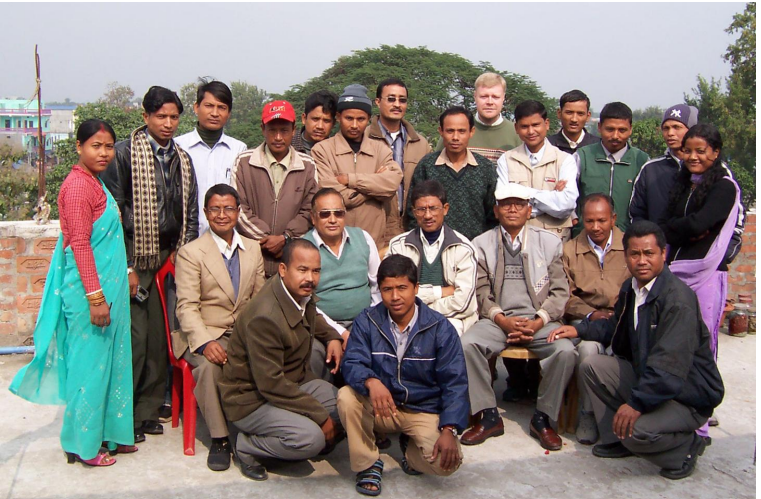
Escritores rajbanshi em Birtāmoḍ, Nepal

Exemplo:
- ৩০ [t̪iriʃ] (30) → ২৯ [unt̪iriʃ] (29)
- ৬০ [ʃaiʈ] (60) → ৫৯ [unoʃaiʈ] (59)

### Contos
Trecho do conto "O chacal e a criança":

एकटा खेटिया पानि खाचे।

लदिड बहचे।
उपर से पानिखान देखिन मुखे जाछे।
देखिन मुखेर पानिखान उपरत त नि जाबे।
हेटकार पानिखान उपरत त नि उठ्बे, पाहाड(त) त नि उठ्बे।
हिदर खेटियाड पानि खाचे, हुदर छागलेर बाचाड पानि खाचे।
ते याहाँ देखि फेकाले।
"एहे, इड त मोर खाबार चिज!
बिना दोसे केनङ करे मारा जाबे याहाँक?"
"ए लङगट!
पानिखान मोर कियाँ कादुवालि करेचिस?"
"नि हजुर, तोर कादुवालि करा पानिखान मुइ खाचु।
मोर कादुवालि करा पानिखान चुलि जाछे।"
"त तुइ एठ कियाँ कल?
एठ कयाँ कला॓॔ पानिखान?"
"नि हजुर, तोर एठ पानिखान मुइ खाचु।

मोर एठ पानिखान चुलि जाछे।"
Transliteração para o alfabeto latino:

Ekṭa kheṭiyā pāni khāce.

Ladiḍ bahace.
Upar se pānikhān dekhin mukhe jāche.
Dekhin mukher pānikhān uparat ta ni jābe.
Heṭkār pānikhān uparat ta ni uṭhbe, pāhāḍ(ta) ta ni uṭhbe.
Hidar kheṭiyāḍ pāni khāce, hudar chāgaler bāchāḍ pāni khāce.
Te yāhāṁ dekhi phekāle.
"Ehe, iḍ ta mor khābār cij!
Binā dose keṅaṅ kare mārā jābe yāhāṅka?"
"E laṅgaṭ!
Pānikhān mor kiyām̐ kāduvāli karecisa?"
"Ni hajur, tor kāduvāli karā pānikhān mui khācu.
Mor kāduvāli karā pānikhān culi jāche."
"Ta tui eṭh kiyām̐ kal?
Eṭh kayām̐ kalāō pānikhān?"
"Ni hajur, tor eṭh pānikhān mui khācu.

Mor eṭh pānikhān culi jāche."
Tradução para o português:

Um chacal estava bebendo água.

O rio fluía.
A água corre de cima para o sul.
A água não pode fluir do sul para cima.
A água de baixo não pode subir, não pode chegar até a montanha.
O chacal está bebendo água aqui, o filhote de uma cabra (i.e. a criança) está bebendo água ali.
E ele (o chacal) viu (de qualquer forma).
"Ah! Esta é a minha comida!
Como matar isso sem ser acusado?"
"Ei, você!
Por que está turvando minha água?"
"Não, senhor, estou bebendo a água que você turvou.
A água que eu turvei está apenas fluindo."
"Por que você turvou a água?
Por que você fez a água ficar suja?"
"Não, senhor, sou eu quem está bebendo sua água suja.

Minha água suja está apenas fluindo."